# Wyspa Rikorda

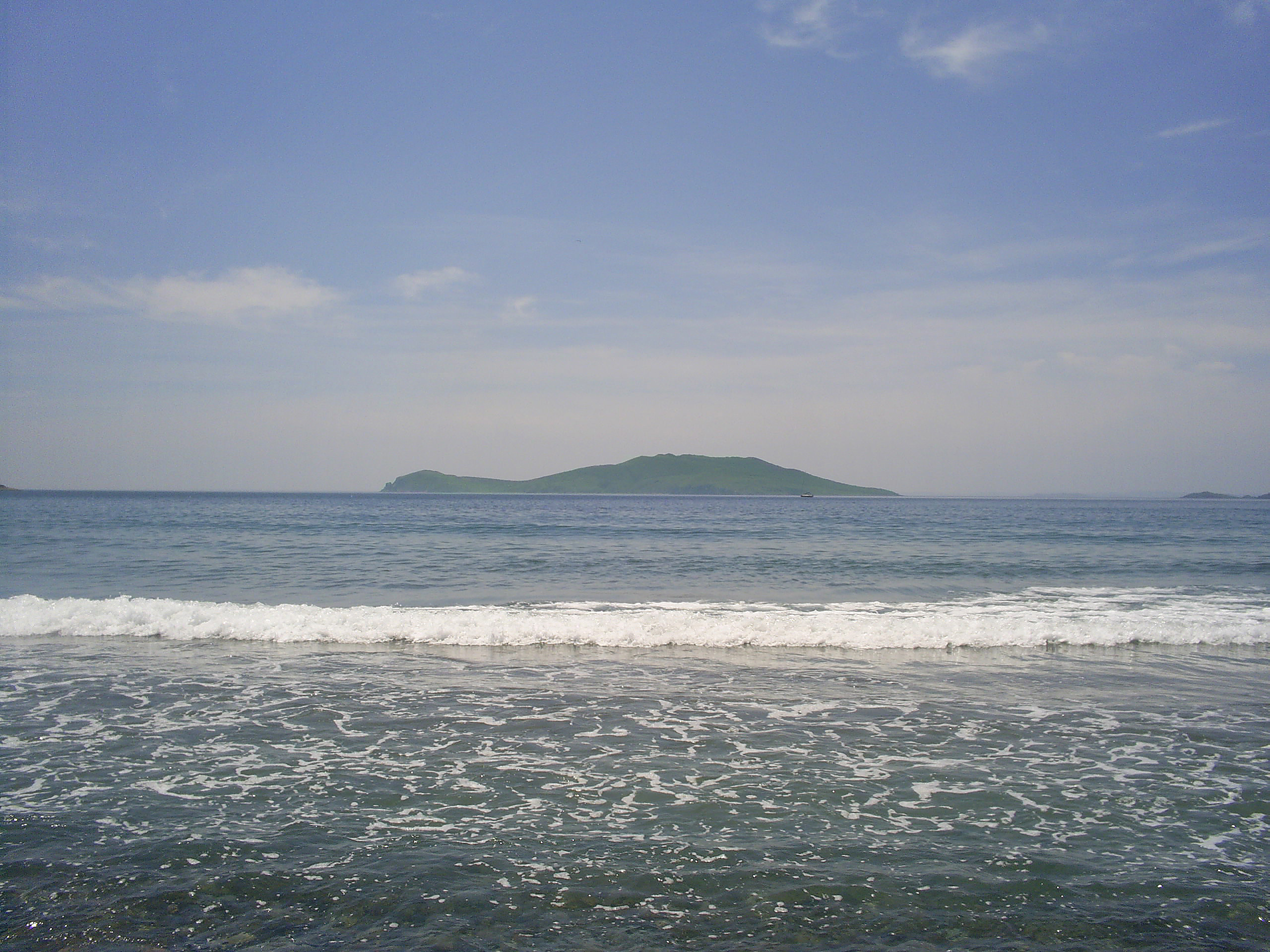
Wyspa Rikorda widziana z wyspy Rejneke

Wyspa Rikorda (ros. остров Рикорда) – wyspa o powierzchni 5 km² w Zatoce Piotra Wielkiego na Morzu Japońskim, w pobliżu Władywostoku, należy do Archipelagu Cesarzowej Eugenii. Została nazwana na cześć admirała Piotra Rikorda.